# Isidore Newman
Pour les articles homonymes, voir Newman.
Isidore Newman (1916-1944) fut, pendant la Seconde Guerre mondiale, un agent secret britannique du Special Operations Executive, section F (française).

## Éléments biographiques
Né le 26 janvier 1916 à Leeds,Yorkshire. Fils de Joseph et de Tilly Newman. Résidence : Hull, Yorkshire
Première mission
Définition de la mission : opérateur radio du réseau URCHIN de Francis Basin « Olive ». Son nom de guerre est « Julien » (ou Georges 49).
Amené par sous-marin de Gibraltar à la baie d'Antibes et aidé par Peter Churchill dont c'est la seconde mission, Isidore Newman est déposé à terre à Antibes dans la nuit du 20 au 21 avril 1942. En mai, Isidore Newman établit la liaison radio avec Londres. Le 18 août, le chef du réseau, Francis Basin, est arrêté. Isidore Newman passe au service de Peter Churchill, devenu chef du réseau SPINDLE. Une querelle survient entre lui et André Girard en raison de la longueur excessive des messages que Girard lui impose, en contradiction avec les règles de sécurité. Peter Churchill, considérant comme vital de rester en bons termes avec André Girard, renvoie Isidore Newman à Londres début novembre.
Bilan : pendant sa mission, Isidore Newman a envoyé plus de 200 messages. 
Deuxième mission
Définition de la mission : opérateur radio du réseau SALESMAN de Philippe Liewer. Son nom de guerre est « Pierre » (ou Pépé)
Il est amené par avion dans la nuit du 19/20 juillet 1943 près d'Azay-sur-Cher.
Bilan : pendant sa mission, Isidore Newman a envoyé 54 messages.
Aux mains de l'ennemi
Il est arrêté le 31 mars 1944. Il est exécuté en captivité à Mauthausen le 7 septembre 1944 (ou le 6).

## Reconnaissance

### Distinctions
- Grande-Bretagne : Mentioned in Despatch (MiD) ; membre de l’Ordre de l'Empire britannique, Military Division.
- France : Croix de guerre 1939-1945, Médaille de la Résistance

### Monuments
- En tant que l'un des 104 agents de la section F morts pour la France, Isidore Newman est honoré au mémorial de Valençay, Indre, France.
- Brookwood Memorial, Surrey, panneau 21, colonne 3.

## Identités
- État civil : Isidore Newman
- Comme agent du SOE, section F :
  - Nom de guerre (field name) : « Julien » (réseau URCHIN) ; « Pépé » et « Pierre » (réseau SALESMAN) ; Georges 49
  - Nom de code opérationnel : ATHLETE-DIVIDEND
  - Nom de code du Plan, pour la centrale radio : ATHLETE

Parcours militaire : SOE, section F, General List ; grade : captain ; matricule : 216306

### Sources et liens externes
- Fiche Isidore Newman : voir le Site Special Forces Roll of Honour.
- Le Mémorial de la section F, Gerry Holdsworth Special Forces Charitable Trust, 1992
- Michael Richard Daniell Foot, Des Anglais dans la Résistance. Le Service Secret Britannique d'Action (SOE) en France 1940-1944, annot. Jean-Louis Crémieux-Brilhac, Tallandier, 2008,  (ISBN 978-2-84734-329-8). Traduction en français par Rachel Bouyssou de (en) SOE in France. An account of the Work of the British Special Operations Executive in France, 1940-1944, London, Her Majesty's Stationery Office, 1966, 1968 ; Whitehall History Publishing, in association with Frank Cass, 2004. Ce livre présente la version officielle britannique de l’histoire du SOE en France.
- Lt. Col. E.G. Boxshall, Chronology of SOE operations with the resistance in France during world war II, 1960, document dactylographié (exemplaire en provenance de la bibliothèque de Pearl Witherington-Cornioley, consultable à la bibliothèque de Valençay). Voir sheet 17, DONKEYMAN CIRCUIT et sheet 22, SALESMAN CIRCUIT.
- Hugh Verity, Nous atterrissions de nuit..., préface de Jacques Mallet, 5e édition française, Éditions Vario, 2004.
- Sir Brooks Richards, Flottilles secrètes. Les liaisons clandestines en France et en Afrique du Nord, 1940-1944, traduction de Secret Flotillas par Pierrick Roullet, Éditions Marcel-Didier Vrac (M.D.V.), 2001.